# Uładyj
Uładyj (ros. Уладый) – wieś w Rosji, w Buriacji, w rejonie kiachtyńskim. W 2010 liczyła 189 mieszkańców.